# Elbinger Neueste Nachrichten
Die Elbinger Neuesten Nachrichten waren eine Zeitung in Elbing in Westpreußen von 1849 bis 1914.

## Geschichte
Am 3. Januar 1849 erschien erstmals der Neue Elbinger Anzeiger, herausgegeben von Jacob Riesen und Philipps. Sie hatten im Revolutionsjahr 1848 vorher kurzzeitig das Elbinger Volksblatt herausgegeben. Die Zeitung war demokratisch ausgerichtet, im Gegensatz zum Elbinger Anzeiger. Es erschienen in dieser Zeit etwa 600 bis 800 Exemplare pro Ausgabe.
1852 wurde das Erscheinen verboten. Seitdem wurde sie als Neuer Anzeiger im nahegelegenen Marienburg herausgegeben.
Seit etwa 1856 durfte sie wieder als Neuer Elbinger Anzeiger erscheinen. 1872 war der Untertitel Volkszeitung für die Provinz Preußen.
Seit dem 1. Januar 1873 wurde sie als Altpreußische Zeitung. Neuer Elbinger Anzeiger herausgegeben, später mit dem Untertitel Anzeiger für Stadt und Land.
Spätestens seit 1912 hieß sie Elbinger Neueste Nachrichten (Altpreußische Zeitung). In dieser Zeit erschien sie montags bis freitags mit vier Seiten, am Samstag mit etwa 11 Seiten. Sie berichtete über internationale und regionale Ereignisse, mit Wirtschafts- und Kulturnachrichten, Anzeigen, Lokalteilen für Marienburg und Osterode usw. In dieser Zeit war sie die wichtigste Tageszeitung im Kreis Elbing neben der Elbinger Zeitung.
Etwa Ende 1914 stellte sie ihr Erscheinen ein.

## Mitarbeiter (Auswahl)
Verantwortliche Mitarbeiter
- Jacob Riesen, 1849–1861, Herausgeber und zeitweise verantwortlicher Redakteur[6]
- Friedrich Ludwig Levin, 1849–?, 1856–?, Verleger
- Julius Born, um 1850–1856, verantwortlicher Redakteur[7]
- Friedrich Marcian, 1854–1856, Verleger
- August Rahnke, 1854–1856, Lithograph (und Verleger?)
- Hermann Riesen, 1856–1861, verantwortlicher Redakteur
- Eduard Schmidt, 1862, 1864–1870, verantwortlicher Redakteur[8]
- Reinhold Jachmann, 1862–1864, verantwortlicher Redakteur
- George Felsner, 1870–mindestens 1872, verantwortlicher Redakteur

Weitere Mitarbeiter
- Ludwig Walesrode, 1850er Jahre[9]
- Ferdinand Falkson, um 1850